# Francisco Mérida
Francisco Mérida Pérez (Barcelona, 4 maart 1990) - alias Fran Mérida - is een Spaanse voetballer die doorgaans als centrale middenvelder speelt. Hij verruilde SD Huesca in juli 2016 voor Osasuna.

## Clubvoetbal
Mérida speelde vanaf elfjarige leeftijd in de jeugd (cantera) van FC Barcelona. In augustus 2005 raakte hij er in conflict met de clubleiding en weigerde nog langer te trainen. Toen Mérida zestien jaar was en daardoor van de wet naar Engeland mocht verhuizen om te werken, tekende hij in augustus 2006 een contract bij Arsenal FC. Hiermee trad hij in de voetsporen van de drie jaar oudere Francesc Fàbregas, eveneens een Catalaanse middenvelder.
Mérida speelde hoofdzakelijk in het reserveteam van de club uit Londen. Hij scoorde in zijn debuutwedstrijd voor Arsenal tegen Boreham Wood met een afstandschot. Op 11 september maakte de middenvelder uit een vrije trap tegen het tweede elftal van Tottenham Hotspur zijn eerste competitiedoelpunt. Zijn officiële debuut maakte Mérida op 25 september 2007 toen hij inviel in de wedstrijd tegen Newcastle United in de Carling Cup. Zonder één wedstrijd voor Arsenal in de Premier League gespeeld te hebben, vertrok hij in januari 2008 voor een verhuurperiode van een half jaar naar Real Sociedad, waarvoor hij zeventien competitiewedstrijden speelde. Mérida behoorde in de seizoenen 2008/09 en 2009/10 opnieuw tot de selectie van Arsenal. In die twee jaar bleef zijn aantal verschijningen in de Premier League beperkt tot zeven wedstrijden. Zijn langste optreden daarin duurde twintig minuten, thuis tegen Portsmouth FC in mei 2009.
Toen Méridas verbintenis bij Arsenal na het seizoen 2010/2011 afliep, sloeg hij een aanbod om zijn contract te verlengen af. Hierdoor kon hij in mei 2010 transfervrij overstappen naar Atlético Madrid. Daar tekende hij een contract voor vijf seizoenen.

## Interlandcarrière
In mei 2007 nam Mérida met Spanje deel aan het gewonnen EK –17 in België. Mérida miste alleen de laatste groepswedstrijd tegen Duitsland (0-0) toen de middenvelder rust kreeg. Mérida maakte in de eerste wedstrijd tegen Frankrijk (2-0) het tweede doelpunt. In de finale tegen Engeland (1-0) scoorde Bojan Krkić uit de rebound van een afgeweken schot van Mérida. In augustus en september 2007 nam Mérida met Spanje deel aan het WK –17 in Zuid-Korea. Hij scoorde in de groepswedstrijd tegen Syrië. Spanje haalde de finale, maar verloor na strafschoppen van Nigeria.
Ook op het WK –20 in 2009 te Egypte deed Mérida van zich spreken. In het met 8–0 gewonnen duel tegen Tahiti scoorde hij eenmaal. In de daaropvolgende wedstrijd tegen Nigeria zorgde hij met zijn twee doelpunten voor een 0–2-overwinning.